# Zaynab bint Youssef
Zaynab bint Youssef ben Abd al-Mumin (arabe : زينب بنت يوسف بن عبد المومن) (c. fin du XIIe siècle - c. début du XIIIe siècle ?) est une princesse almohade qui est entrée dans l'histoire comme une femme savante.

## Biographie
Elle est la fille du calife almohade Abu Yaqub Yusuf.
Zaynab est née en Andalousie. Elle a reçu une éducation sophistiquée, elle étudie la philosophie, al-kalam (théologie) et usul al-fiqh (loi islamique). Elle devient une femme savante dont les opinions sont reconnues. Elle prenait part aux conférences sur les sources de la loi. Zaynab s'est fiancée à son cousin, Abou Zayd Abd Ar-Rahmane, qui vit à Tunis.
Cependant, en route vers ce pays, le bateau de la princesse Zaynab est attaqué par des pirates siciliens. Captive, elle est emmenée au palais de Guillaume II de Sicile, connu sous le surnom de Guillaume le Bon. Lorsqu'il découvrit l'identité de Zaynab, il ordonna qu'elle soit traitée avec respect et amenée avec dignité au palais de son père. Or, depuis une vingtaine d'années, les relations entre la Sicile et le Maroc sont très tendues, en raison des opérations militaires que le Maroc a menées pour libérer le port de Kairaouane de l'occupation sicilienne. Touché par un tel acte de noblesse, le calife almohade Abu Yaqub Yusuf envoya une mission diplomatique pour remercier Guillaume II de sa gentillesse. Sans tarder, en août 1181, le Maroc et la Sicile signèrent un accord de paix et de commerce.